# Écly
Écly is een gemeente in het Franse departement Ardennes (regio Grand Est) en telt 175 inwoners (2004). De plaats maakt deel uit van het arrondissement Rethel.

## Geografie
De oppervlakte van Écly bedraagt 9,6 km², de bevolkingsdichtheid is 18,2 inwoners per km².
De onderstaande kaart toont de ligging van Écly met de belangrijkste infrastructuur en aangrenzende gemeenten.

## Demografie
Onderstaande figuur toont het verloop van het inwonertal (bron: INSEE-tellingen).

Vanwege een beveiligingsprobleem met de MediaWiki Graph-software is het momenteel niet mogelijk deze grafiek weer te geven. Zodra de software is bijgewerkt zal de grafiek vanzelf weer zichtbaar worden.

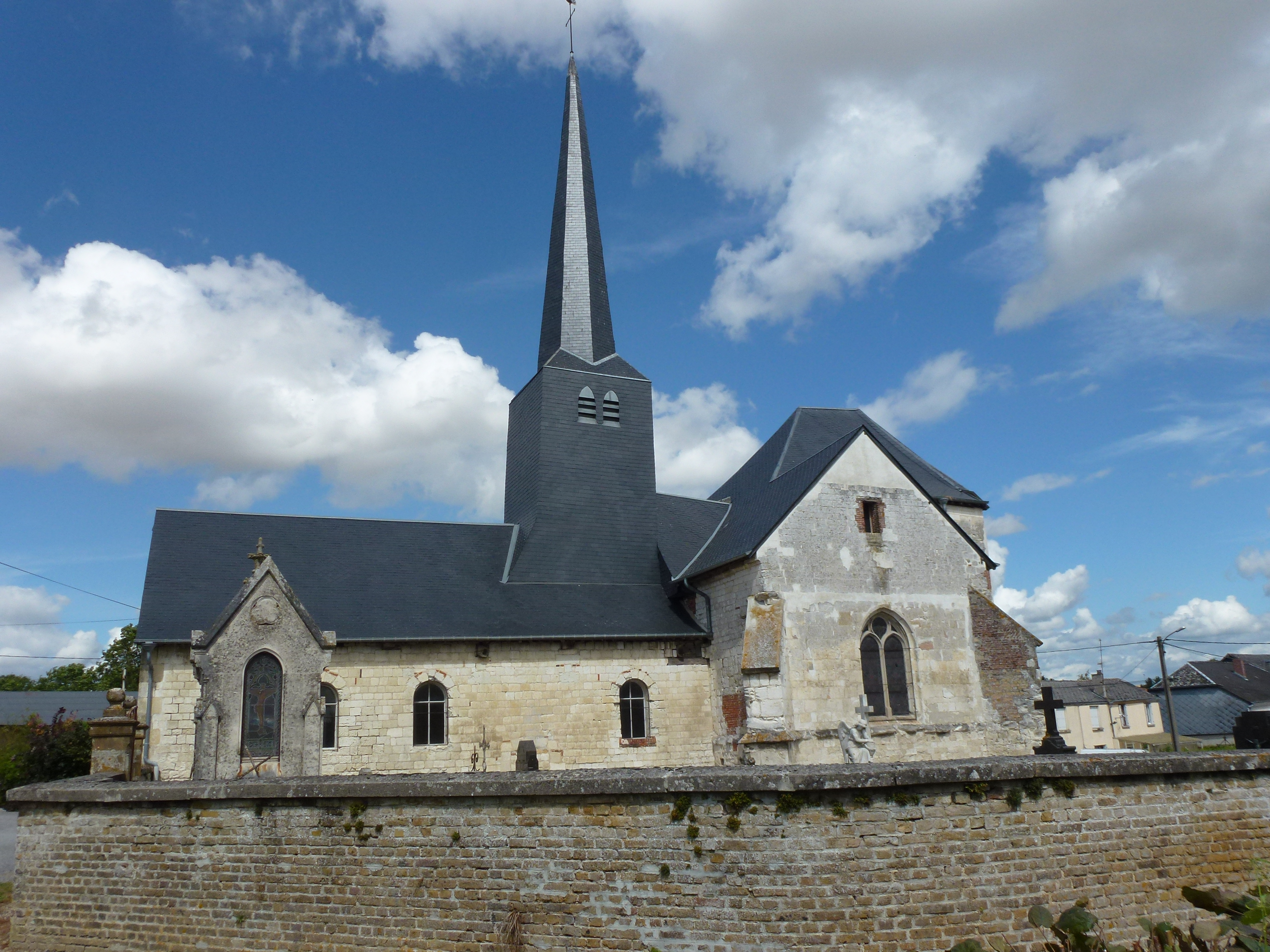
Kerk van Écly
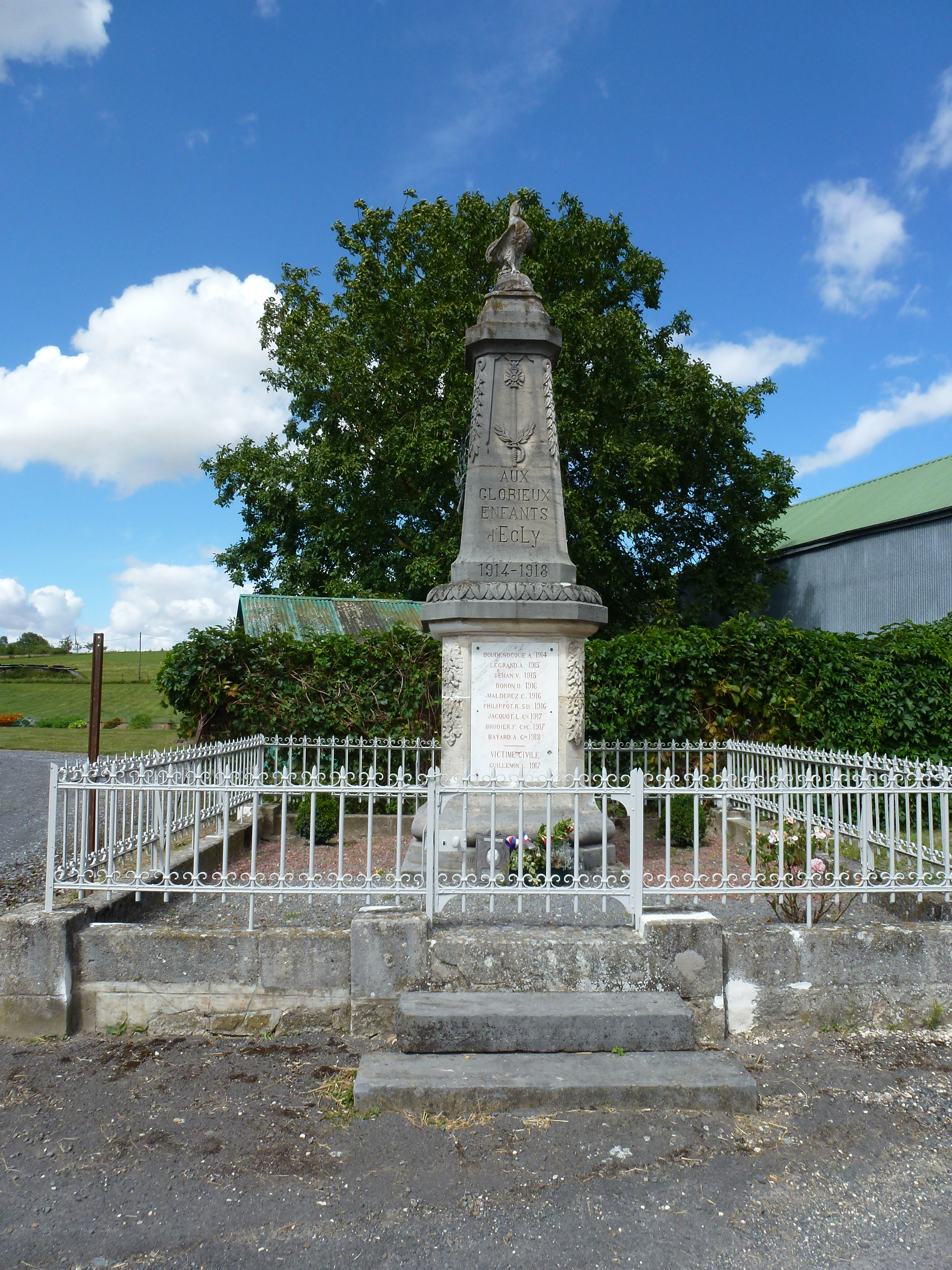
Oorlogsmonument
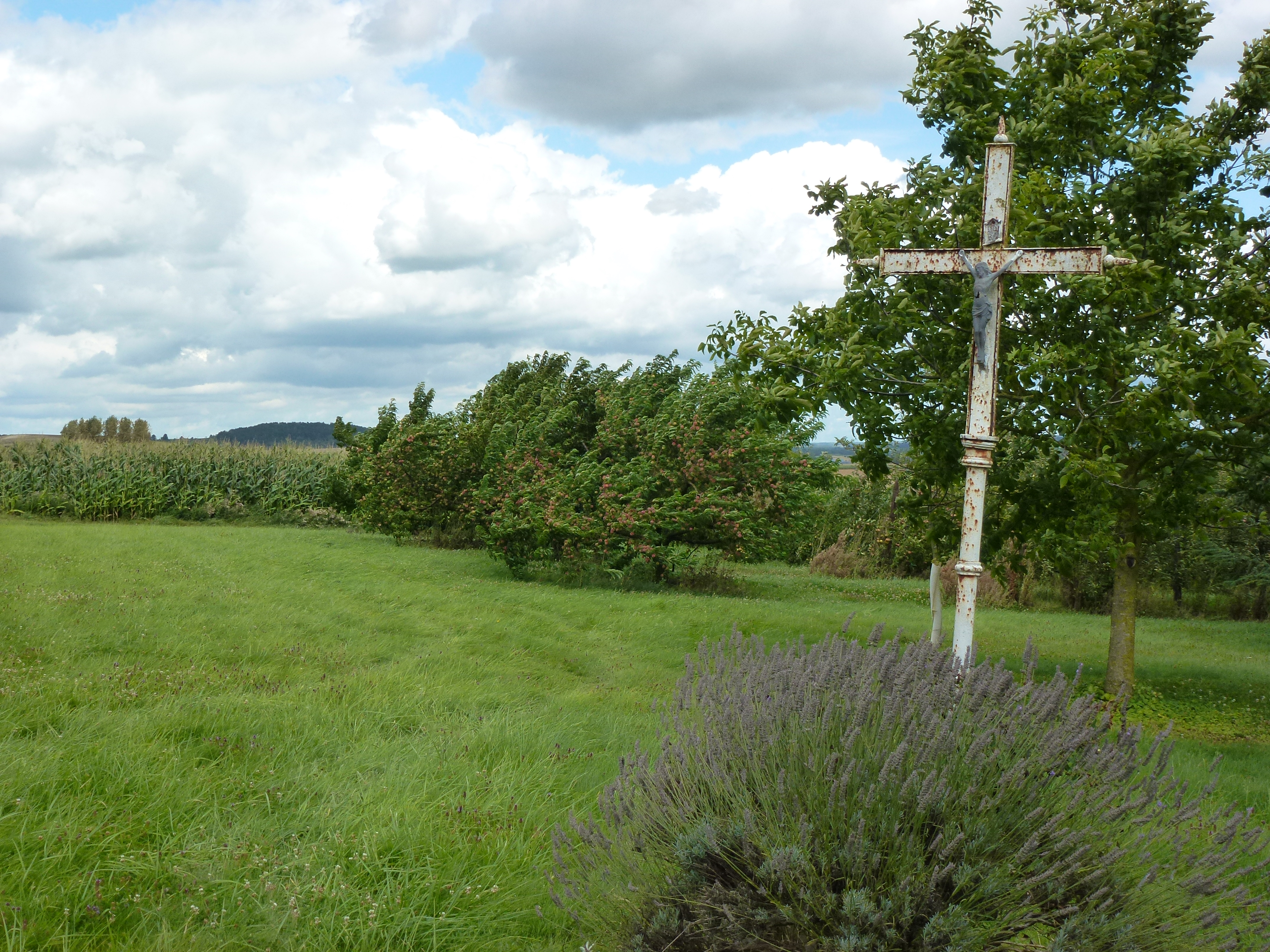
Wegkruis in het gehucht Thorin